# El Molino de Ingenio
El Molino de Ingenio es un sector de la comuna de Cabildo, en la provincia de Petorca, Región de Valparaíso. Cercano a La Ligua, este lugar perteneció a la famosa terrateniente chilena de la época colonial Catalina de los Ríos y Lísperguer, más conocida como La Quintrala.
La hacienda la heredó su familia de su abuelo, Gonzalo de los Ríos, que había desarrollado en el valle el cultivo de la caña de azúcar y fundado un ingenio (de ahí el nombre de la hacienda) en el que trabajan esclavos negros. Abarcaba cuantiosas tierras en el valle costero de Longotoma (ubicadas en el actual km 140 de la Panamericana Norte) y la hacienda de La Ligua (actual km 130 de la Panamericana Norte); luego adquirió otras de no menor connotación (tanto en Cuyo, allende los Andes y en Petorca).
En la hacienda El Ingenio todavía subsistirían parras plantadas por la Quintrala. En realidad, parece que quedan ya pocas vides, porque en su lugar se han plantado paltos.
Su nombre se debe al molino que funcionaba en el ingenio azucarero.
El poeta Jorge Teillier vivió allí los últimos años de su vida.